# Dubai Towers Dubai
Dubai Towers Dubai é um complexo de arranha-céus que foi aprovado para ser construído em Dubai, nos Emirados Árabes Unidos.